# Amos Daragon
Pour les articles homonymes, voir Daragon.
Amos Daragon est une suite de livres d'aventures fantastiques créée à partir de 2003 par l'écrivain et comédien québécois Bryan Perro. Elle a été traduite en 22 langues. Perro éditeur est propriétaire des droits.

## Synopsis
Amos découvre, en allant chercher de la nourriture pour sa famille, une sirène nommée Crivannia qui lui remet un trident ainsi qu'une pierre blanche. Elle lui demande de se rendre au bois de Tarkasis pour rencontrer la reine des fées, Gwenfadrille, qui lui annoncera qu'il a été choisi pour être le nouveau porteur de masques dont la mission est de rétablir l'équilibre du monde. Les différents masques sont ceux de la Terre, de l'Eau, du Feu et de l'Air. Cependant, dans le tome 5, Amos découvrira qu'il existe un nouvel élément représenté par le masque de l'Éther. Pour accroître la puissance magique des masques (à l'exception de celui de l'Éther), Amos devra trouver 4 pierres spécifiques à chaque masque.
Il vit au royaume d’Omain avec ses parents sous le joug d’un roi stupide et méchant. Pendant son aventure, il rencontrera Béorf Bromanson, un jeune homme capable de se transformer en ours qui habite la forêt de Bratel-la-Grande et qui vole de la nourriture provenant de la ville pour survivre. Béorf apprendra plus tard que ses parents, tous les deux des Béorites, ont été brûlés par les chevaliers de la lumière pour avoir illégalement fait usage de magie. Ceux-ci captureront d'ailleurs Béorf plus tard dans la série, avant qu'Amos ne vienne à son secours.
Les deux amis vivent maintenant chez Junos, un vieil homme de 71 ans qui a subi une croissance accélérée lorsqu'il était enfant et qu'il s'est introduit dans le bois de Tarkasis. Junos retrouvera son âge normal grâce à Amos et deviendra plus tard le seigneur de Berrion.
La quête d'Amos sera parsemée de nouvelles rencontres, que ce soit des amis ou des ennemis. Au fur et à mesure que l'intrigue se poursuit, Amos récoltera de plus en plus de masques et de pierres.

## Livres
La série est publiée dans plusieurs pays, notamment au Japon et en Russie. Elle est composée de quinze tomes parus au Québec :
1. Porteur de masques, 2003
2. La Clé de Braha, 2003
3. Le Crépuscule des dieux, 2003
4. La Malédiction de Freyja, 2003
5. La Tour d'El-Bab, 2003
6. La Colère d'Enki, 2004
7. Voyage aux Enfers, 2004
8. La Cité de Pégase, 2005
9. La Toison d'or, 2005
10. La Grande Croisade, 2005
11. Le Masque de l'Éther, 2006
12. La Fin des dieux, 2006
13. Le sanctuaire des braves, 1re partie, 2011
14. Le sanctuaire des braves, 2e partie, 2012
15. Le sanctuaire des braves, 3e partie, 2012

Ainsi que de deux hors-série :
- Al-Qatrum, 2004
- Guide du porteur de masques, 2007

Amos Daragon existe également en manga. Pour l'instant, seulement trois tomes sont parus. L'illustrateur a officiellement annoncé qu'il ne ferait plus de mangas d'Amos à cause d'une démotivation et d'un manque de temps. Bryan Perro aurait également affirmé qu'il n'y aurait pas de suite. Le premier tome a été dessiné par Zoran Vanjaka puis la série a été reprise par le français Nicolas Journoud en février 2006 avec La Clé de Braha et en 2007 avec Le Crépuscule des dieux. La date de sortie du quatrième manga était mentionné comme étant en automne 2008 avant la décision de Nicolas Journoud d'arrêter la publication.
- Amos Daragon : Porteur de masques, 2005, manga
- Amos Daragon : La Clé de Braha, 2006, manga
- Amos Daragon : Le crépuscule des dieux, 2007, manga